# Pseudoryssus henschii
Pseudoryssus henschii is een vliesvleugelig insect uit de familie van de Orussidae. De wetenschappelijke naam van de soort is voor het eerst geldig gepubliceerd in 1910 door Mocsary.